# Dornier Do 28
La designación Dornier Do 28 comprende dos aviones utilitarios STOL bimotores diferentes, fabricados por Dornier Flugzeugbau GmbH. La mayor parte de ellos sirvió con la Luftwaffe y la Marineflieger alemanas, y otras fuerzas aéreas de todo el mundo, realizando tareas utilitarias y de comunicaciones. La serie Do 28 consiste en los fundamentalmente diferentes Do 28A/B (1959) y Do 28D Skyservant (1966).

## Diseño y desarrollo

### Dornier Do 28A/B

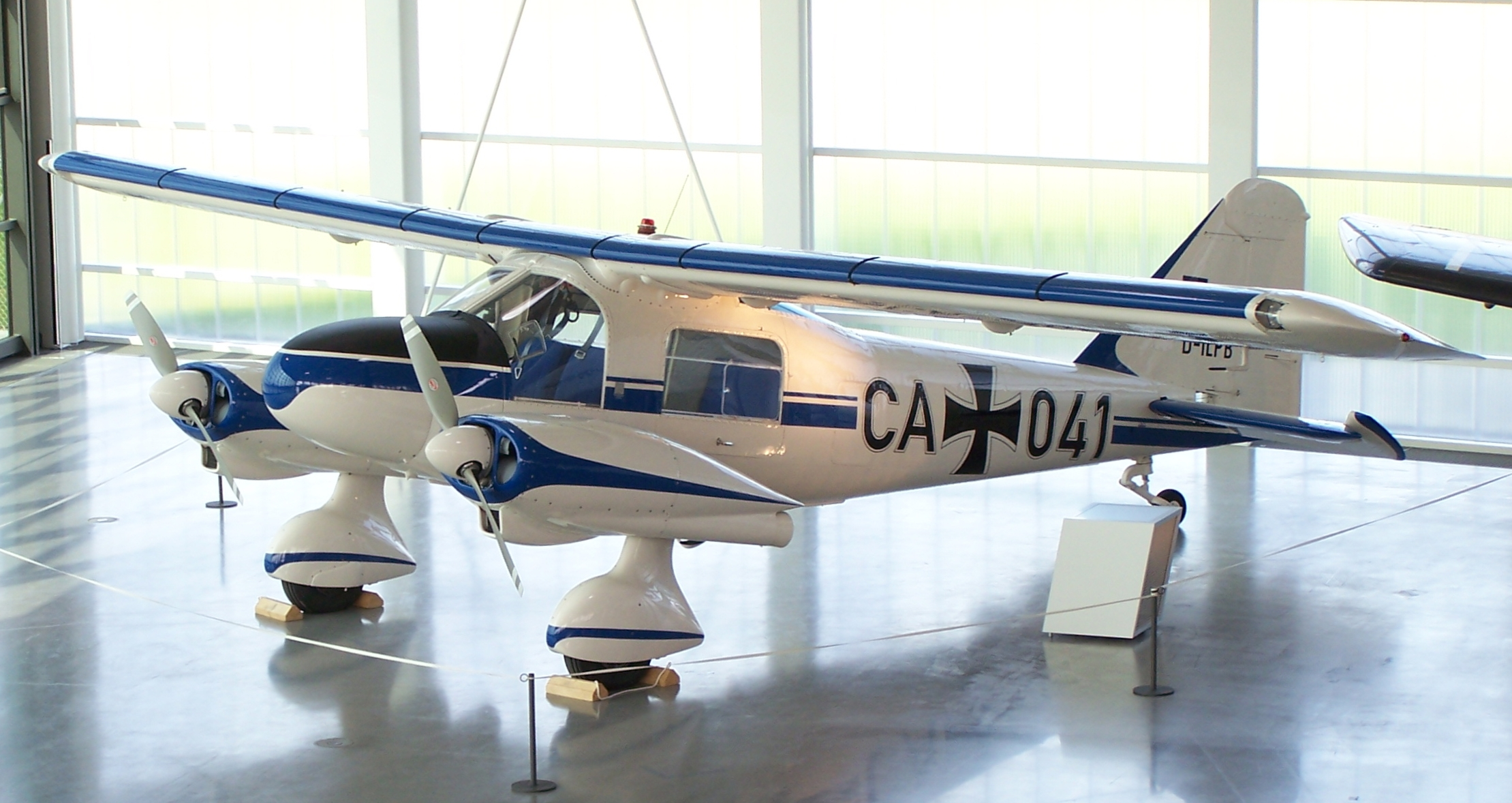
Dornier Do 28A-1.

El Do 28 fue desarrollado desde el monomotor Do 27 a finales de los años 50. El diseño compartía la disposición de ala alta en voladizo y los dispositivos de incremento de sustentación del Do 27, junto con el fuselaje trasero, que acomodaba a seis pasajeros.
La característica definitoria del nuevo diseño fue la inusual incorporación de dos motores Lycoming, así como los dos puntales amortiguados principales del tren de aterrizaje carenado, unidos a pequeños soportes a cada lado del fuselaje delantero. El espacio interno del Do 28 era el mismo que el del Do 27.
Como el Do 27, el Do 28 poseía una alta velocidad de crucero, excelentes características de manejo a baja velocidad, así como prestaciones de despegue y aterrizaje cortos (STOL). El Do 28 fue fácilmente aceptado como una progresión natural de su antecesor monomotor. Con muchas de las mismas características STOL, la mayor parte de la producción del Do 28 fue destinada a clientes militares, notablemente Alemania, aunque un pequeño número entró en servicio con operadores civiles como resistente transporte utilitario de bajo coste. El diseño demostró ser notablemente adaptable y fue desarrollado en una serie de versiones progresivamente mejoradas, desde la D original, pasando por las D-1 y D-2, hasta la 128-2, presentada en 1980. Cada variante introdujo una serie de cambios en detalle que mejoraban sus ya versátiles capacidades de rendimiento.

### Dornier Do 28D Skyservant

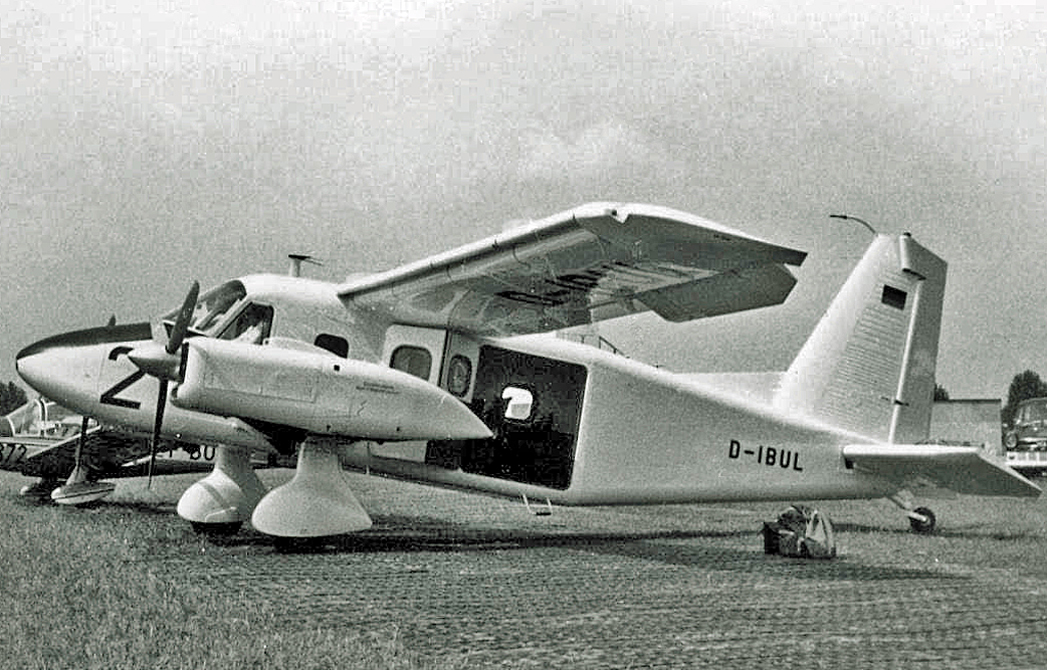
El segundo Dornier Do 28D en la Muestra de París en 1967.

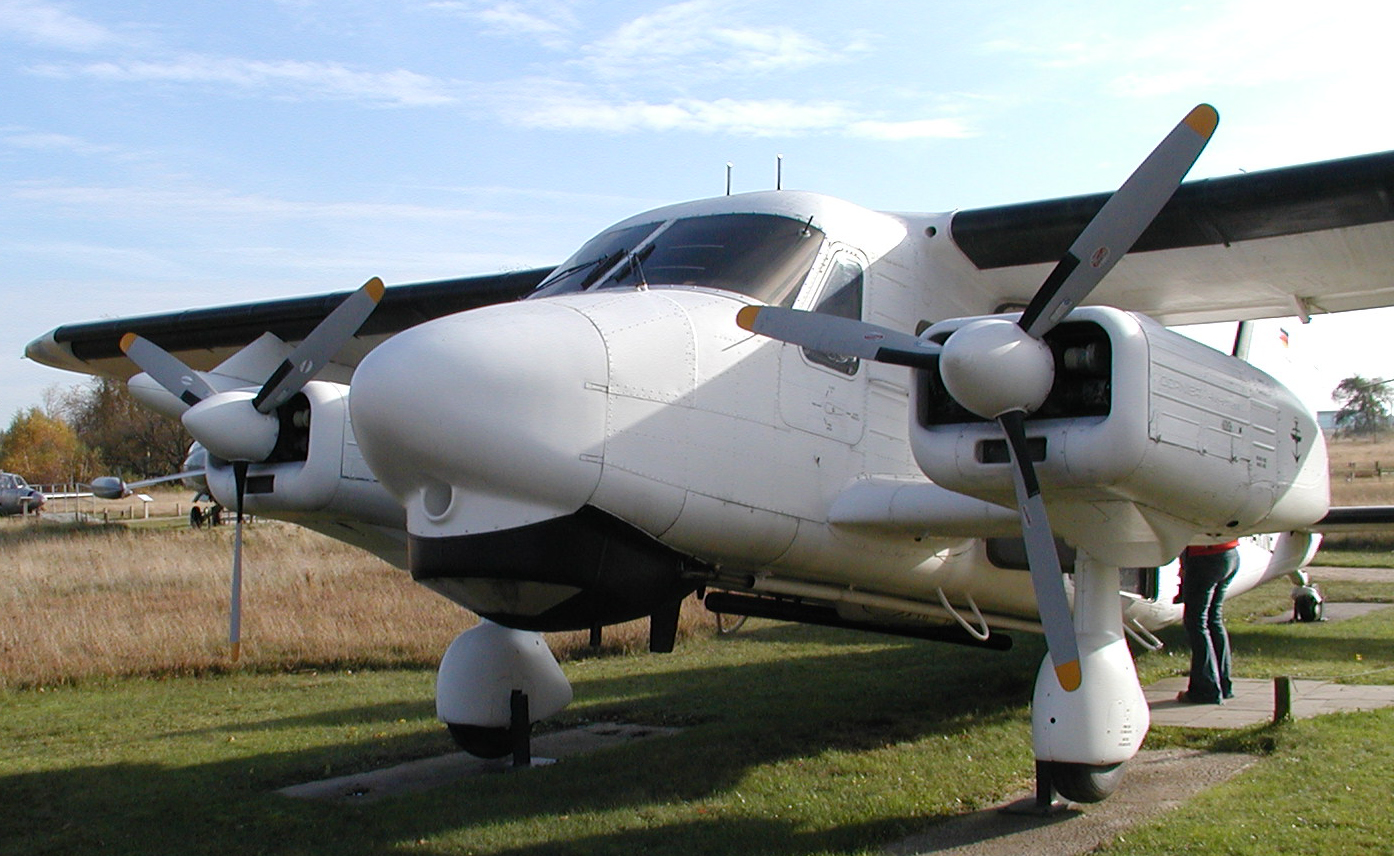
Avión de control de la contaminación Dornier Do 28 D-2/OU.

La compañía Dornier recibió asistencia financiera por parte del Gobierno alemán para desarrollar un transporte STOL mayor, capaz de llevar hasta 13 pasajeros. El modelo fue designado Do 28D, y más tarde, llamado Skyservant. El Do 28D fue un completo rediseño y compartía solo la disposición básica y la construcción alar de las versiones anteriores. El fuselaje y las góndolas motoras eran rectangulares, a diferencia del redondeado Do 28A/B. La idea era desarrollar un avión simple y resistente para ser usado bajo arduas condiciones, que pudiera ser fácilmente mantenido. Con una tripulación de dos pilotos, la cabina acomodaba hasta 12 pasajeros; la carga podía ser cargada fácilmente a través de grandes puertas dobles y, con los asientos desmontados, la cabina daba 26,3 m2 de espacio sin obstáculos. El primer vuelo del Do 28D fue realizado el 23 de febrero de 1966, y el modelo fue exhibido publicitariamente en la Muestra Aérea de París en el aeropuerto de Le Bourget en junio de 1967.
Otra versión del Skyservant fue el Do 28D-2/OU (Oil Unit). Dos aviones fueron equipados con radar y SLAR (Side-Looking Airborne Radar, radar lateral) para monitorear la contaminación por carburantes en los mares Báltico y del Norte. Pintados de blanco, fueron operados entre 1984 y 1995 por el MFG 5 de la Marineflieger, para el Ministerio de Transporte alemán. Estos aviones se reconocían fácilmente por la antena de SLAR montada en el fuselaje y el radomo bajo la cabina. En 1991, ambos aviones operaron durante varias semanas en el Golfo Pérsico, durante la guerra del Golfo, bajo el control de las Naciones Unidas. Estos dos aviones fueron reemplazados por el Dornier 228 a finales de 1995. Estos Skyservant están preservados en el museo Aeronauticum en Nordholz.
En 1997, el ingeniero húngaro A. Gál desarrolló una conversión basada en la variante D, pensada para cubrir los requerimientos de los paracaidistas. En lugar de motores de pistón Lycoming, Gál instaló dos Walter M601-D2 y luego su derivado turbohélice General Electric H75, hélices AVIA tripala modificadas y un equipo de paracaidistas instalado por Aerotech Slovakia en siete aviones. Aunque la CAA, autoridad húngara de aviación, certificó inmediatamente la modificación, la certificación de las JAA no se aplicó hasta 2007, debido a restricciones de certificación sobre los motores. En 2008 había seis aviones volando en Europa, todos registrados en Hungría, principalmente en las zonas de salto en Soest (Alemania), Target Skysports en Hibaldstow (Reino Unido), Algarve (Portugal) y Sevilla (España).

## Historia operacional

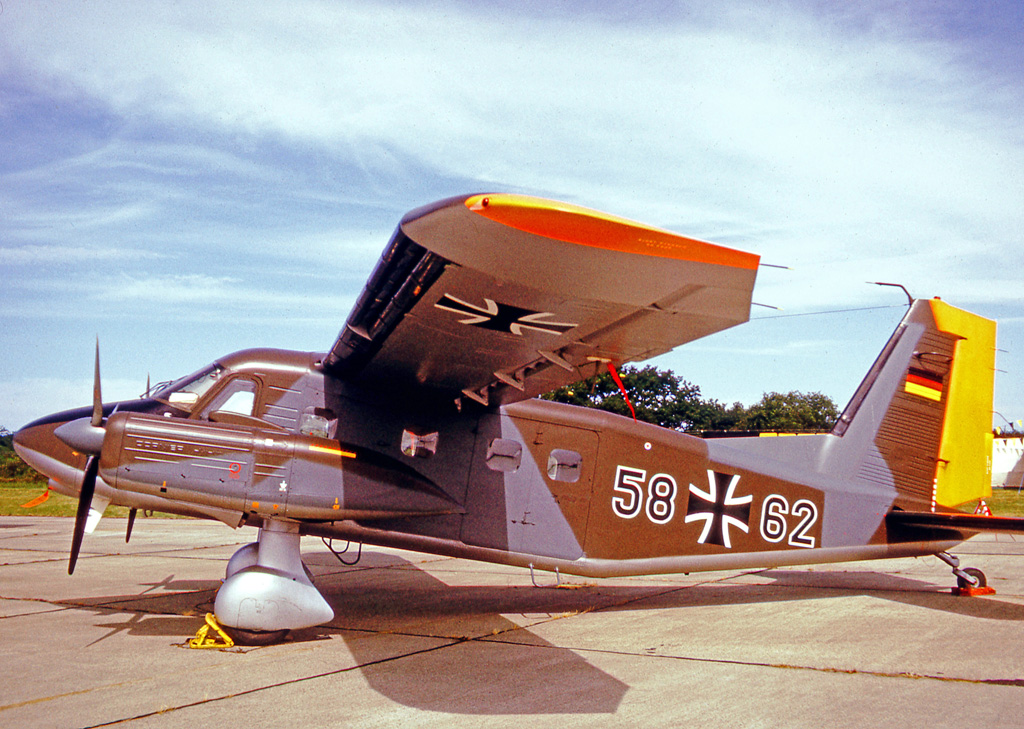
Do 28D-2 Skyservant del JBG36 de la Luftwaffe en 1973.

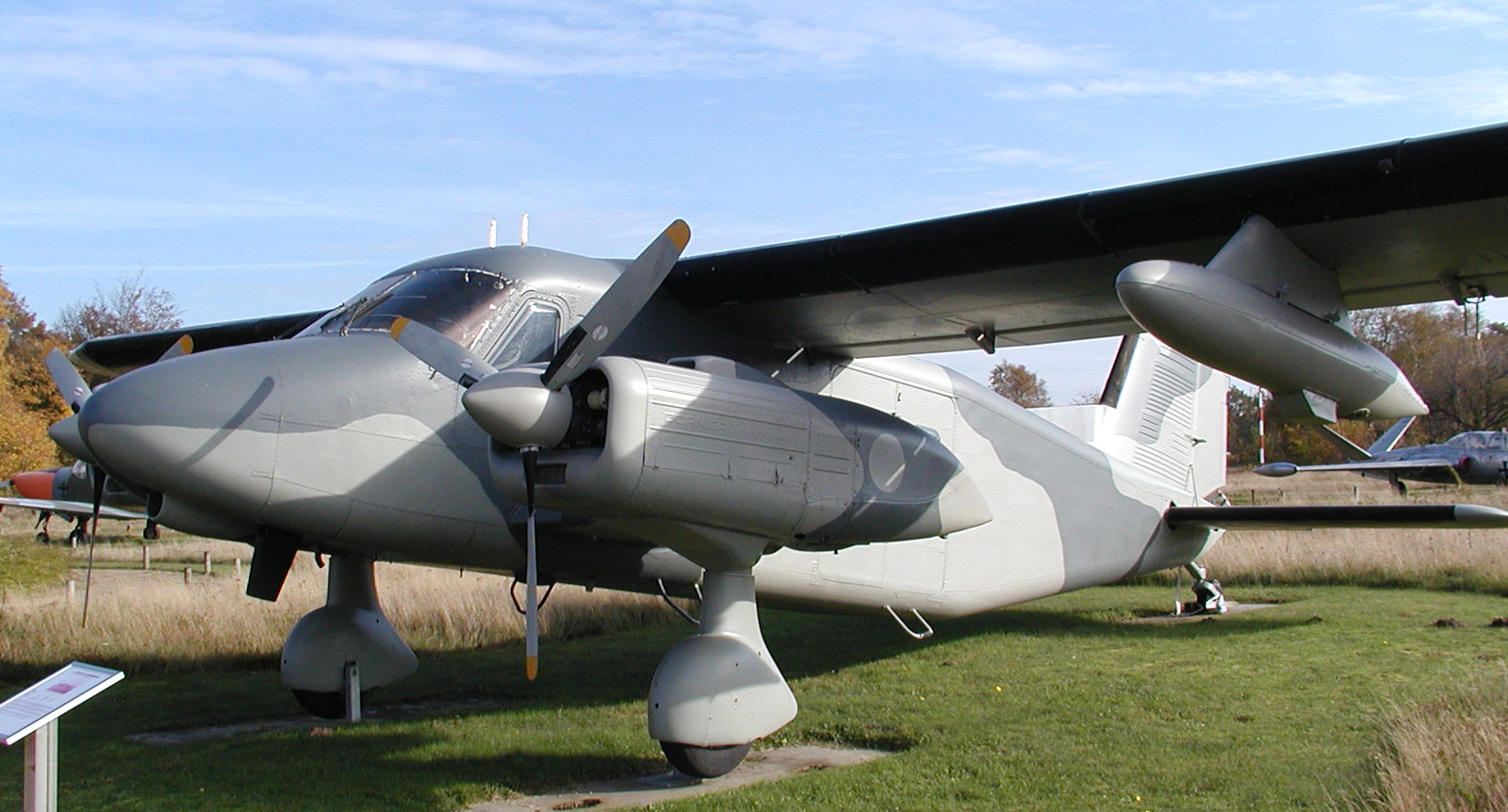
Dornier Do 28D-2 Skyservant.

Se construyó un total de 121 Dornier Do 28D-2 entre 1971 y 1974 en Oberpfaffenhofen para las Bundeswehr (Fuerzas Armadas de Alemania Federal), donde reemplazaron a los añosos Percival Pembroke. Sirvieron hasta la introducción del Dornier 228 en 1994, principalmente como aviones de transporte y comunicaciones. 20 aviones fueron transferidos a la Marineflieger, 10 sirvieron desde 1978 en tareas de reconocimiento marítimo, instalándose depósitos de combustible adicionales bajo las alas para extender su autonomía.
El alto nivel de ruido y vibraciones en la cabina provocó el reemplazo del modelo por el significativamente más silencioso Dornier 228 turbohélice. Durante los 20 años en servicio con las Fuerzas Armadas alemanas, solo se perdieron tres aviones en accidentes.
El Do 28D fue volado en 30 países de todo el mundo y todavía está en servicio. Se construyeron más de 350 ejemplares. En la jerga de las Fuerzas Armadas alemanas, el Skyservant fue llamado el "águila del granjero" y fue considerado como un "caballo de batalla" de confianza. Turquía recibió dos aviones SIGINT especialmente equipados con el nombre en código "Anadolou", así como la versión normal de transporte.

## Variantes

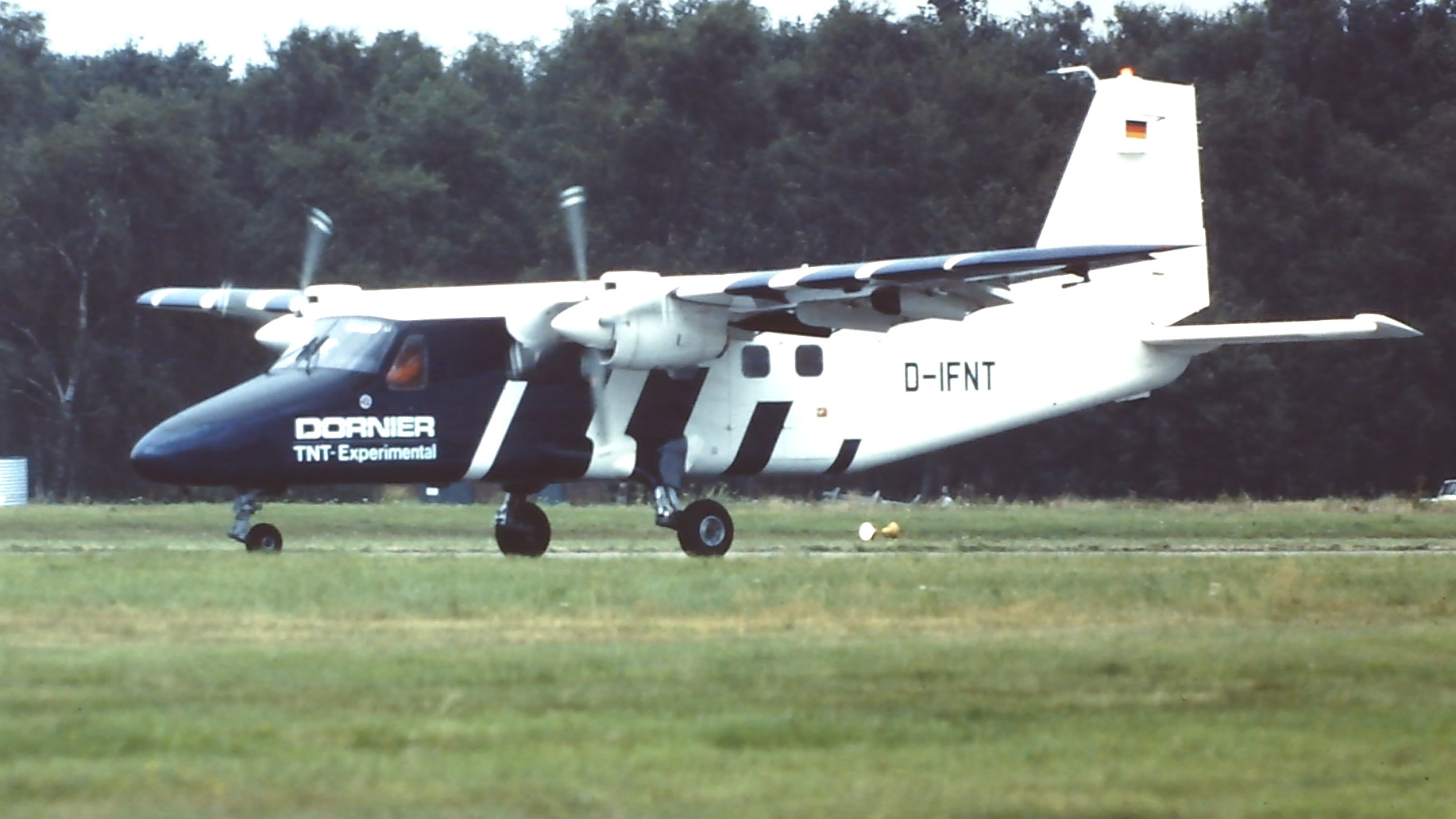
Do 28E-TNT.

### Dornier Do 28A/B/C
Do 28
Prototipo. Realizó su primer vuelo el 29 de abril de 1959, equipado con dos motores Lycoming O-360-A1A de 180 hp; uno construido.
Do 28A-1
Variante inicial, equipada con dos motores Lycoming O-540-A1A de 250 hp y mayor envergadura. Se fabricaron 60 unidades.
Do 28A-1-S
Conversión a hidroavión de flotadores del Do 28A-1.
Do 28B-1
Do 28A-1 con fuselaje alargado, mayor capacidad de combustible y equipado con dos motores Lycoming IO-540 de 290 hp. Se fabricaron 60 unidades.
Do 28B-1-S
Conversión a hidroavión de flotadores del Do 28B-1.
Do 28B-2
Variante con motores Lycoming TIO-540, una unidad construida.
Do 28C
Designación propuesta para una variante de ocho plazas con motores de 530 shp. Finalmente esta variante fue desestimada.

### Dornier Do 28D Skyservant y derivados
Do 28D
Variante con fuselaje rediseñado y alas de mayor tamaño. Equipada con dos motores IGSO-540. Siete unidades construidas.
Do 28D-1
Variante del Do 28D, con una envergadura alargada en 0,5 m. 54 unidades construidas.
Do 28D-2
Variante con mayor peso al despegue, fuselaje reforzado y cabina de mayor tamaño. 172 unidades construidas.
Do 28D-2/OU
Do 28D modificado como avión de patrulla marítima.
Do 28D-2T
Uno de los Do 28D-2 de la Luftwaffe, modificado con motores Avco Lycoming TIGO-540 con turbocompresor.
Do 28D-5X Turbo Skyservant
Prototipo equipado con motores Lycoming LTP-101-600. Una unidad construida, conocida como TurboSky.
Do 28D-6X TurboSky
Prototipo equipado con motores PT6A-110. Una unidad construida, posteriormente redesignada como Dornier 128-6.
Do 28E-TNT
Un Do 28D equipado con un nuevo diseño de ala denominada TNT (Tragflugel Neuer Technologie) de 19,97 m de envergadura, equipado con dos motores Garrett TPE331-5-252D montados bajo el ala. Voló por primera vez en junio de 1979. El ala se empleó posteriormente para desarrollar el Dornier Do 228.
Do 28 G.92
Versión del Do 28D equipado con dos motores Walter Engines M601-D2.
Do 128-2
Versión mejorada del Do 28D-2, con motores Avco Lycoming IGSO-540.
Do 128-6
Versión propulsada por turbohélices Pratt & Whitney PT6A-110 de 400 hp.

## Operadores

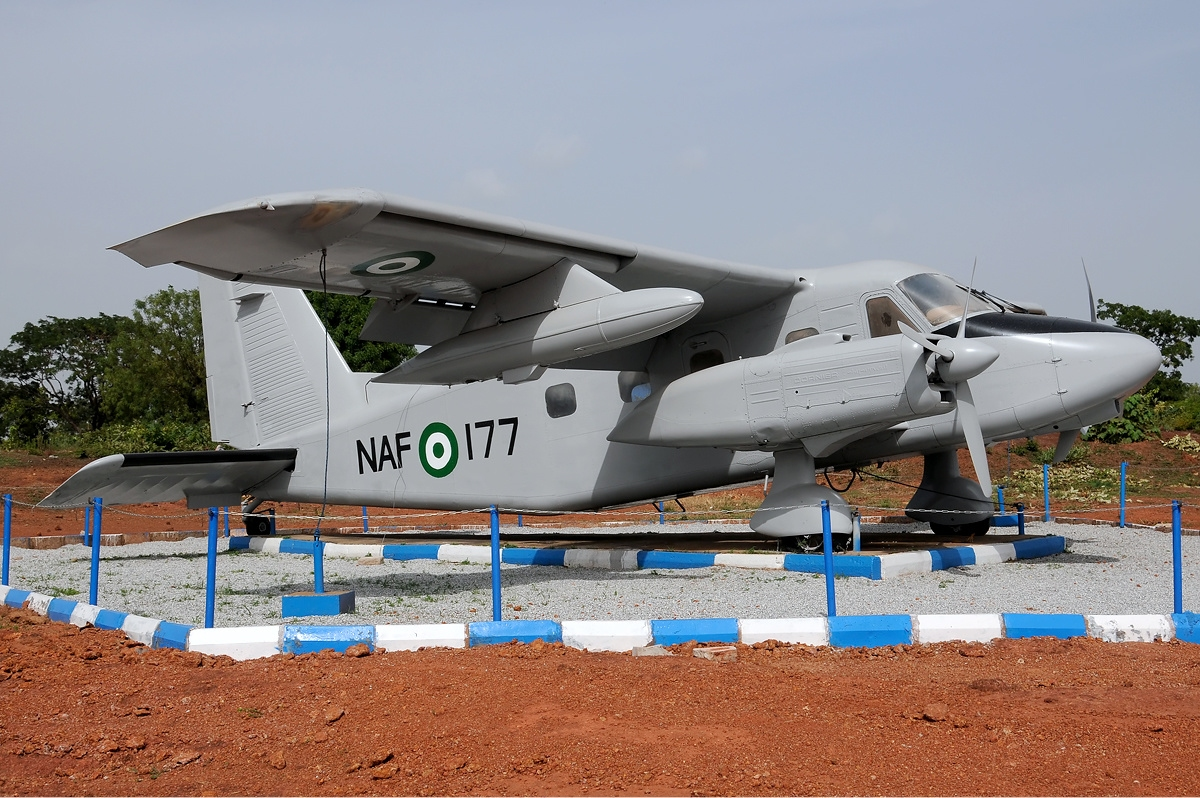
Dornier Do-128-6 Turbo Skyservant de la Fuerza Aérea Nigeriana.

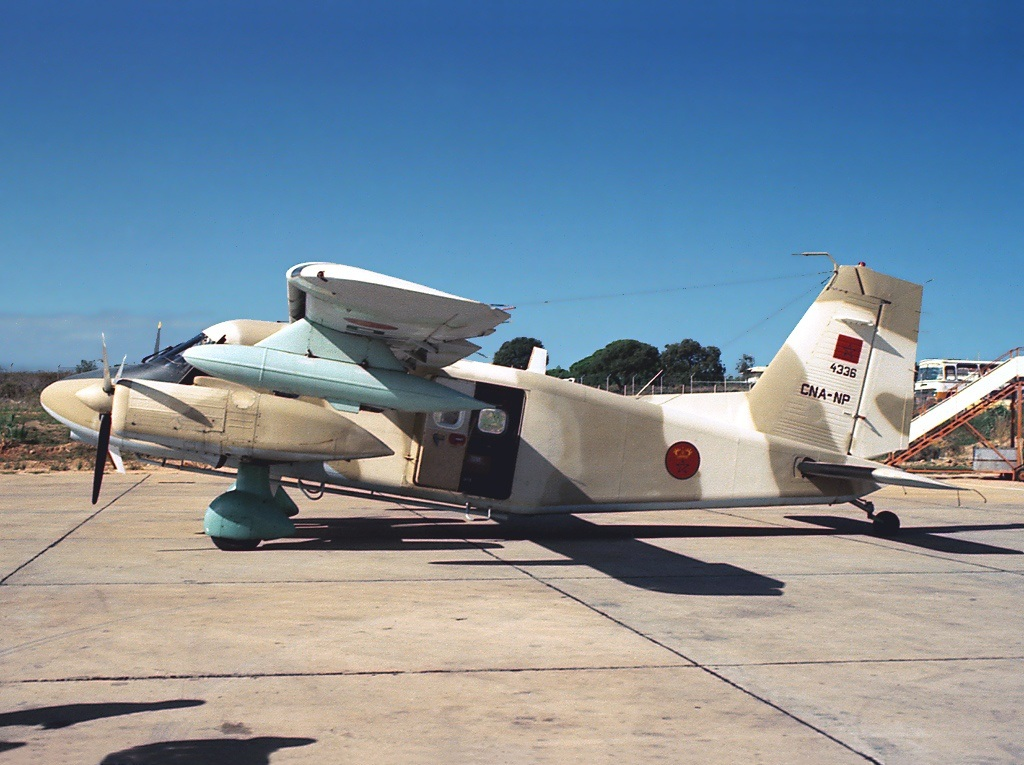
Dornier Do-128-2 Skyservant de la Real Fuerza Aérea Marroquí.

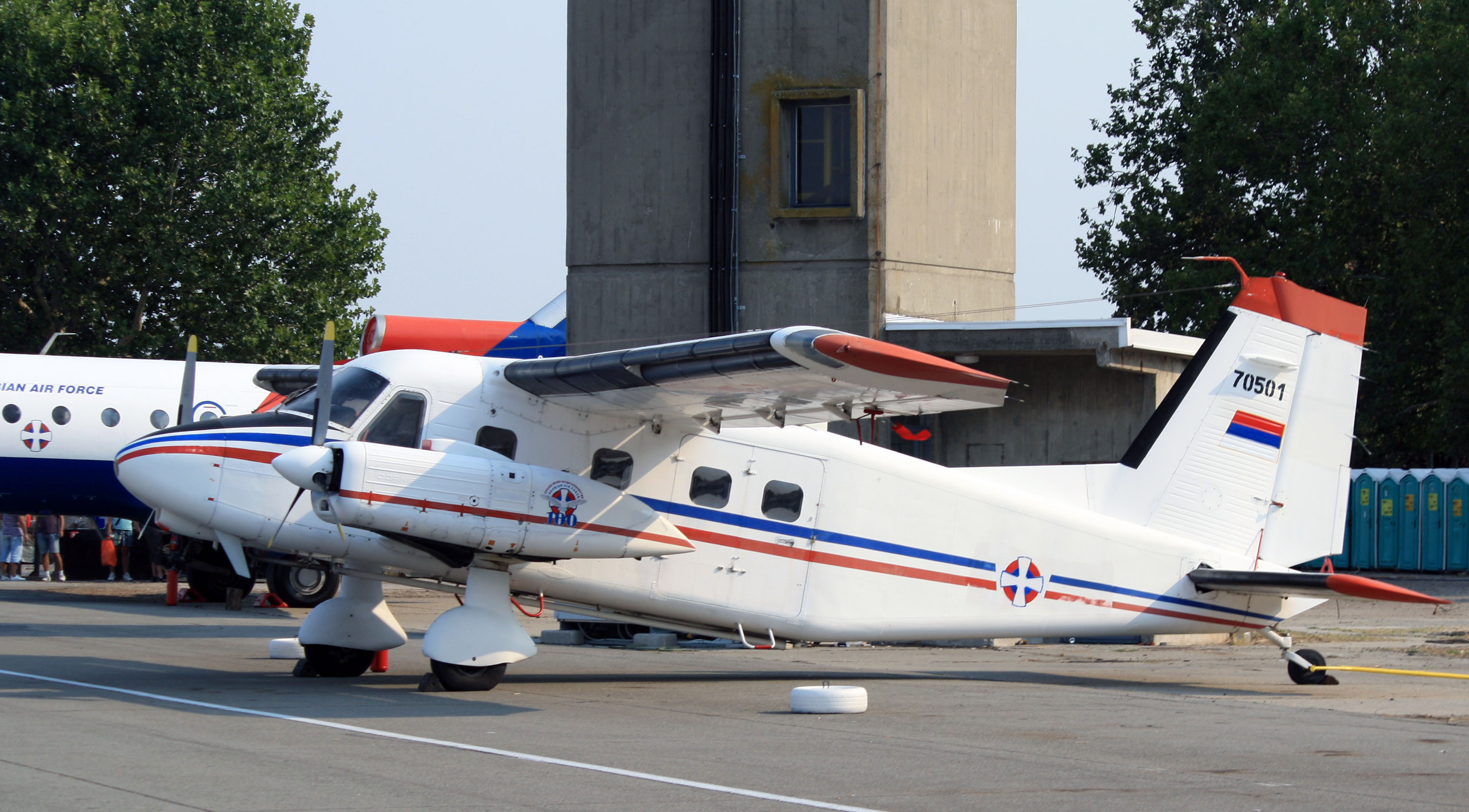
Do 28D-2 de la Fuerza Aérea Serbia.

Alemania
- Luftwaffe
- Ejército Alemán
- Armada Alemana

 Angola
- Fuerza Aérea Angoleña

 Benín
- Fuerza Aérea de Benín

 Camboya
- Real Fuerza Aérea Camboyana

 Camerún
- Fuerza Aérea de Camerún

 Croacia
- Fuerza Aérea Croata

 España
- Ejército del Aire

 Grecia
- Fuerza Aérea Griega

 Israel
- Fuerza Aérea Israelí

 Kenia
- Fuerza Aérea Keniana

 Lesoto
- Fuerzas Armadas de Lesoto

 Malaui
- Ejército de Malawi

 Marruecos
- Real Fuerza Aérea Marroquí

 Mozambique
- Ejército de Mozambique

 Nigeria
- Fuerza Aérea Nigeriana

 Serbia
- Fuerza Aérea Serbia

 Turquía
- Ejército Turco

## Especificaciones (Do 28B-1)

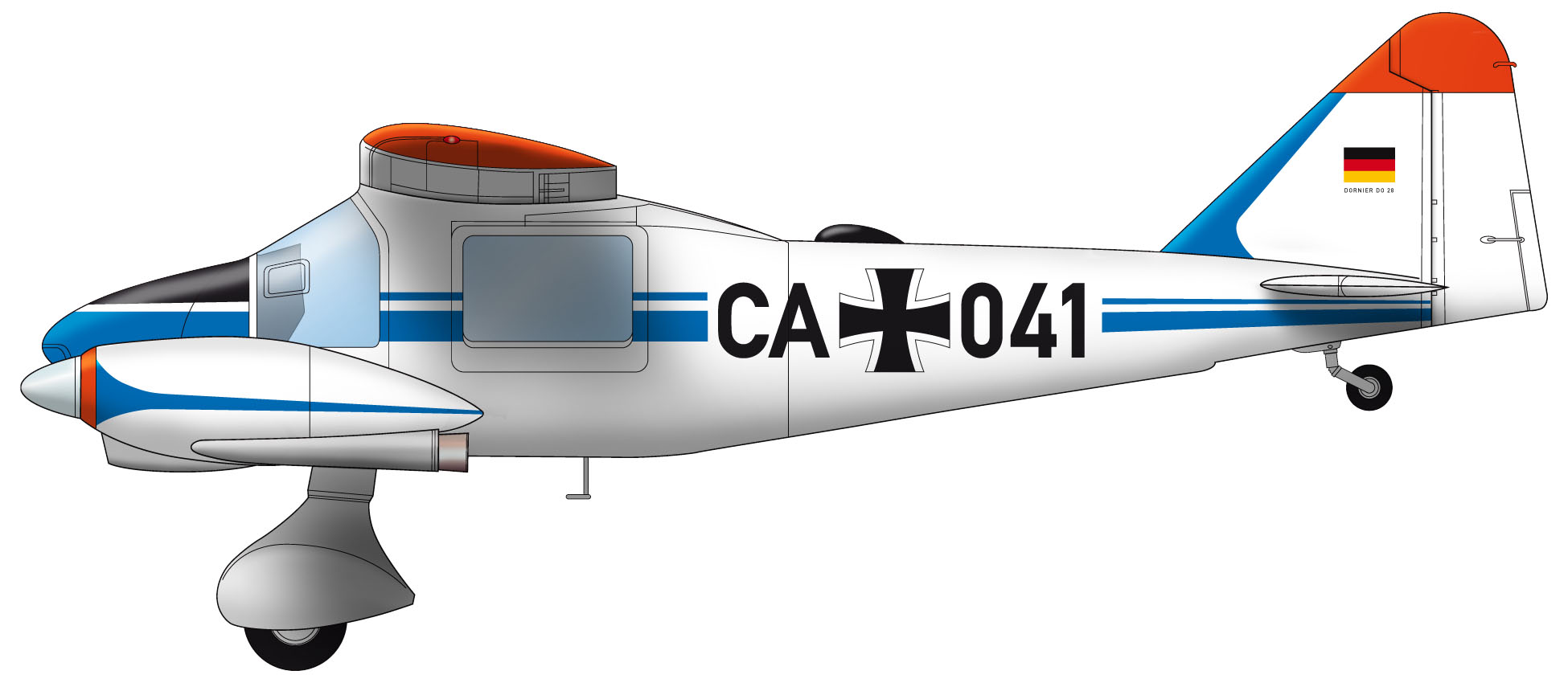
Dibujo del perfil del Do 28 A-1.

Referencia datos: Jane's All The World's Aircraft 1965-66

### Características generales
- Tripulación: Uno (piloto)
- Capacidad: 7 pasajeros
- Longitud: 9 m (29,5 ft)
- Envergadura: 13,8 m (45,3 ft)
- Altura: 2,8 m (9,2 ft)
- Superficie alar: 22,7 m² (244,3 ft²)
- Perfil alar: NACA 23018 (modificado)
- Peso vacío: 1730 kg (3812,9 lb)
- Peso máximo al despegue: 2720 kg (5994,9 lb)
- Planta motriz: 2× motor bóxer de seis cilindros refrigerado por aire Lycoming IO-540A.
  - Potencia: 216 kW (298 HP; 294 CV) cada uno.

### Rendimiento
- Velocidad nunca excedida (Vne): 334 km/h (208 MPH; 180 kt)
- Velocidad máxima operativa (Vno): 290 km/h (180 MPH; 157 kt)
- Velocidad crucero (Vc): 242 km/h (150 MPH; 131 kt)
- Velocidad de entrada en pérdida (Vs): 70 km/h (43 MPH; 38 kt)
- Alcance: 1235 km (667 nmi; 767 mi)
- Alcance en ferry: 1680 km
- Techo de vuelo: 6300 m (20 669 ft)
- Régimen de ascenso: 7,1 m/s (1398 ft/min)

## Aeronaves relacionadas

### Desarrollos relacionados
- Dornier Do 27
- Dornier 228

### Aeronaves similares
- Britten-Norman Islander
- Scottish Aviation Twin Pioneer

### Secuencias de designación
- Secuencia Do _ (interna de Dornier): Do 24 - Do 25 - Do 27 - Do 28 - Do 29 - Do 31 - Do 32 - Do 32K - Do 34 - 128 - Do 131 - Do 132 - 228 →
- Secuencia L._ (Aeronaves Utilitarias del Ejército del Aire español, 1954-1978): ← L.12 - L.13 - UD.13 - U.14
- Secuencia U._ (Aeronaves Utilitarias del Ejército del Aire español, 1978-presente): U.9 - U.12 - UD.13 - U.14 - UD.14 - U.15 - UE.16 →